# Friska Viljor
Friska Viljor ist eine schwedische Band, die dem Genre des Indie-Rock zugeordnet wird.

## Geschichte
Bandgründer sind Daniel Johansson und Joakim Sveningsson, die während einer Tour durch das Stockholmer Nachtleben in einem Aufnahmestudio landeten. Entstanden ist dabei das Debütalbum Bravo! (2006). Die erste Singleauskopplung mit dem Titel Gold erreichte im Heimatland der Band Platz 11 der Charts.
Kurz nach der Veröffentlichung von Bravo reisten Sveningsson und Johansson nach Deutschland, um in Hamburg und Berlin Straßenmusik zu machen. Im Plattenladen Back Records im Stadtteil St. Pauli spielten sie ein Konzert. Daraus ergaben sich weitere Auftritte in WGs und Kneipen im Viertel. Vertrieben vom Hamburger Indie-Label Devil Duck Records, erschien Bravo 2007 auch in Deutschland, Österreich und der Schweiz und die Band ging zum ersten Mal als Support der US-Band Eagle Seagull auf Tour. Danach gingen Friska Viljor auf ihre erste eigene Clubtour. Es folgten Festival-Auftritte wie beim Immergut in Neustrelitz, beim Haldern Pop oder beim Obstwiesen-Festival.
Der Veröffentlichung des Albums Tour de hearts folgten weitere Clubtouren. Im Sommer 2009 tourte die Band durch Deutschland und trat unter anderem auf dem Appletree Garden Festival und beim Rocken am Brocken Festival auf. Im Herbst 2009 folgte eine Tour, auf der das neue Album For New Beginnings vorgestellt wurde. 2011 wurde das Album The Beginning of the Beginning of the End auf Haldern Pop Recordings veröffentlicht.
2013 wurde das Album Remember Our Name auf Daniel Johanssons eigenen Label Crying Bob Records veröffentlicht, welches auch bis dahin für die Vermarktung der Musik der Band außerhalb der deutschsprachigen Territorien zuständig war. Das Album erreichte in Deutschland Platz 73 der deutschen Albumcharts. Vorab wurde die Single Bite Your Head Off ausgekoppelt. Im selben Jahr war die Band auf Europa-Tournee und spielte im Sommer 2013 u. a. auf dem Hurricane Festival.
Im Juni 2015 erschien das fünfte Album My Name Is Friska Viljor, erneut auf Crying Bob Records. Nach einer Tour im Herbst 2015 und Festivalshows im darauffolgenden Sommer u. a. beim A Summers Tale, MS Dockvile oder Deichbrand Festival legte die Band zum ersten Mal eine längere Pause ein.
Im Rahmen des Reeperbahn Festival 2016 feierte die Dokumentation Remember Our Name Premiere. Die Filmemacherin Lilian Czolbe verbrachte dafür im Frühling 2015 fünf Wochen mit der Band in Schweden und begleitete sie u. a. bei den Aufnahmen zum Album My Name Is Friska Viljor sowie zahlreichen privaten Momenten. Dazu kommen Liveaufnahmen u. a. von einem Konzert in Berlin.
Im September 2018 traten Sveningson und Johansson unter dem Namen Shotgun Sisters beim Hamburger Reeperbahn Festival auf. Während ihrer Tour 2019 stellten sie ihr neues Album Broken vor und gastierten in zahlreichen deutschen und österreichischen Städten.

## Stil
Sänger Joakim Sveningsson bezeichnete den Musikstil der Band als „Kindermusik mit erwachsenen Texten“. Der Instrumentierung wurden skurrile Komponenten hinzugefügt wie zerbrochene Gitarren, Bläser, Glockenspiel oder Falsettchöre. Diese nutzen Friska Viljor, um ihre eigene Mischung von Folk bis Electro zu gestalten.

Friska Viljor, Live in München
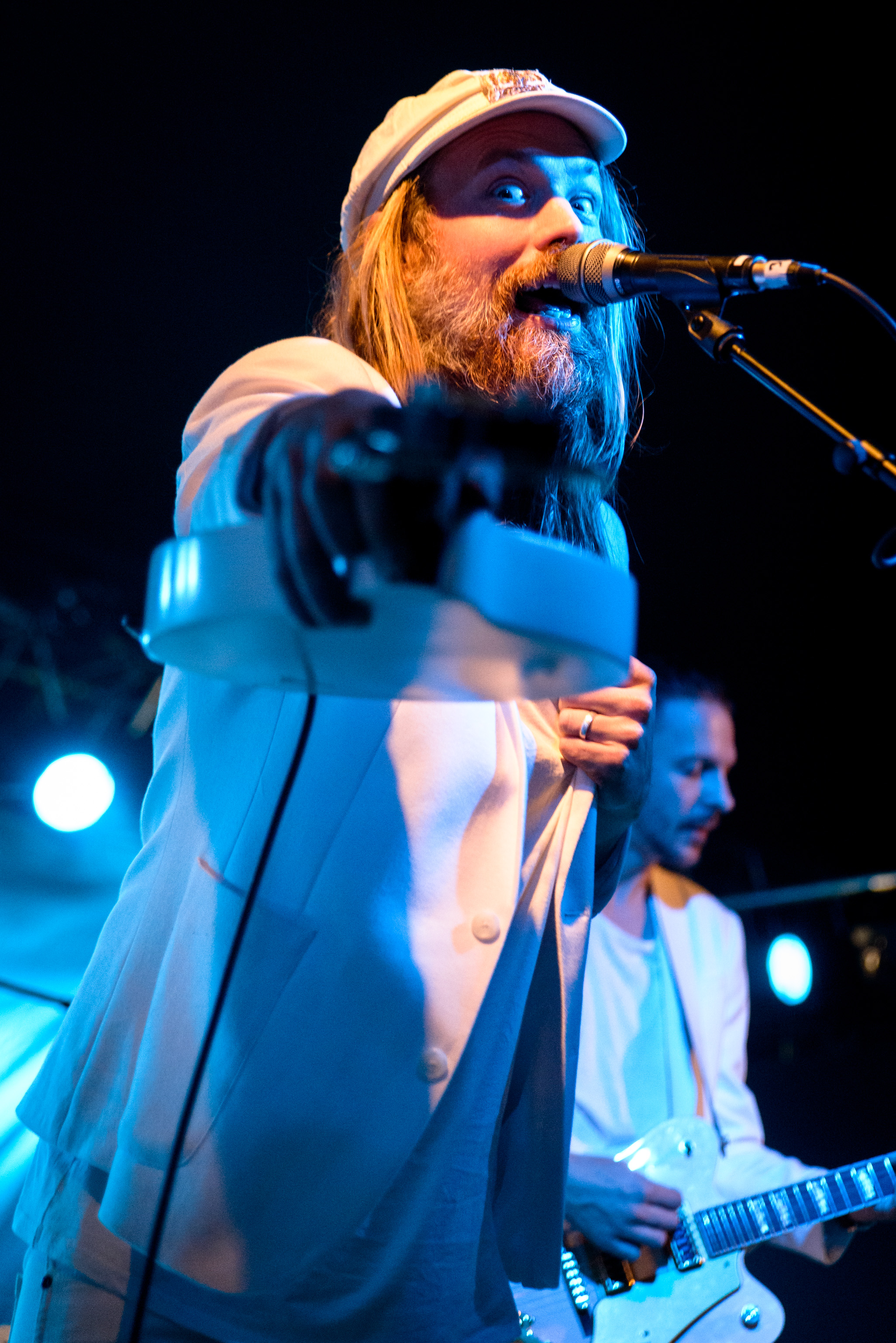
Joakim Sveningsson
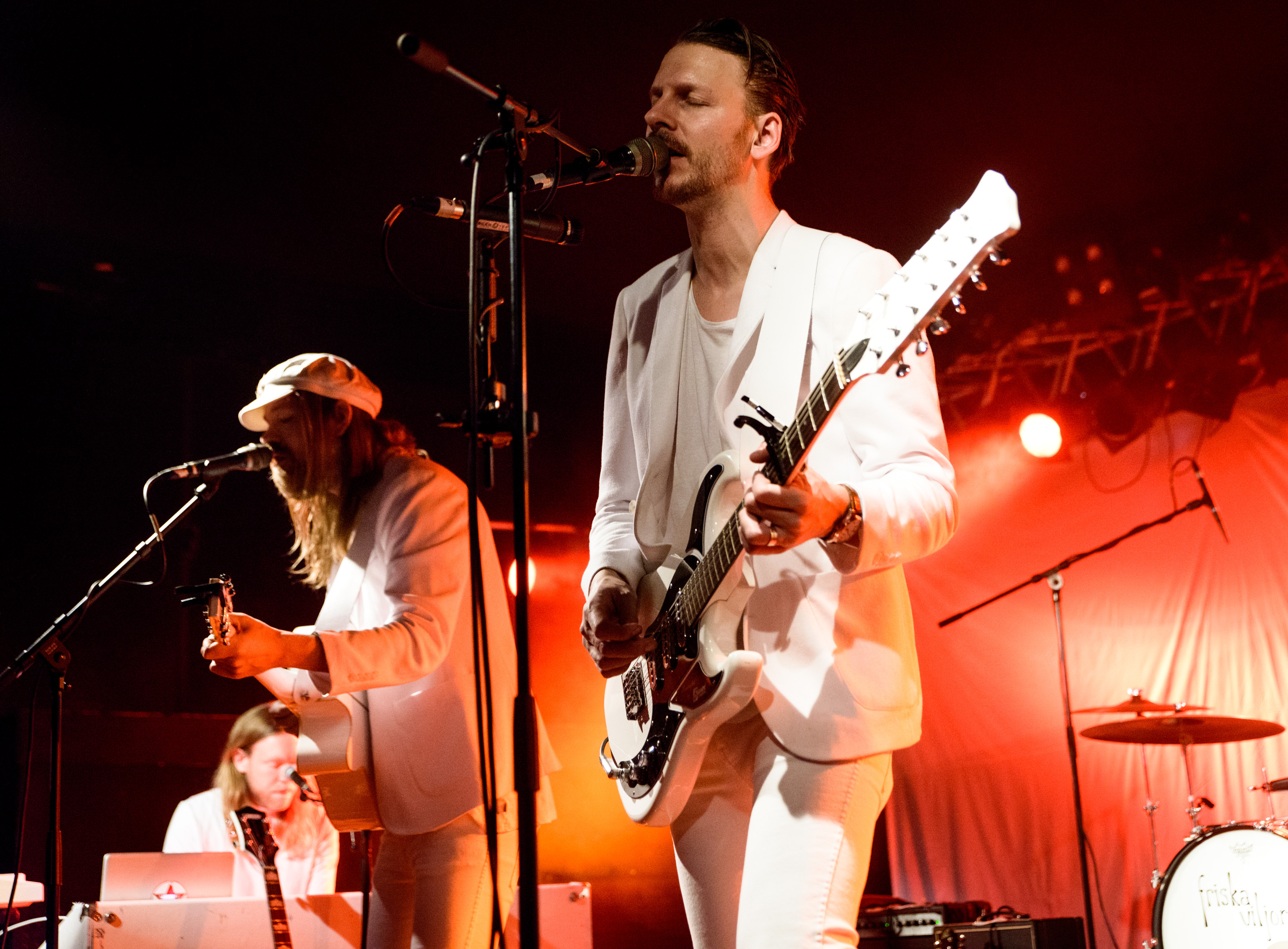
Daniel Johansson

## Diskografie

### Alben
- 2006: Bravo!
- 2008: Tour de Hearts
- 2009: For New Beginnings
- 2011: The Beginning of the Beginning of the End
- 2013: Remember Our Name
- 2015: My Name Is Friska Viljor
- 2019: Broken
- 2022: Don't Save the Last Dance

### Singles
- 2006: Gold
- 2007: Oh Oh
- 2008: Shotgun Sister
- 2008: Old Man
- 2009: Wohlwill
- 2011: Larionov
- 2013: Bite Your Head Off
- 2015: My Boys
- 2015: In My Sofa I'm Safe